# Корма (Лельчицкий район)
Корма (бел. Карма) — деревня в Бугчанском сельсовете Лельчицкого района Гомельской области Беларуси.
На севере урочище Остров Васильев, на востоке урочище Зачимеричье.

## География

### Расположение
В 55 км на запад от Лельчиц, 60 км от железнодорожной станции Житковичи (на линии Лунинец — Калинковичи), 132 км от Гомеля.

### Гидрография
На юге и западе мелиоративные каналы.

## Транспортная сеть
Транспортные связи по просёлочной, затем автомобильной дороге Дзержинск — Лельчицы. Планировка состоит из короткой широтной улицы, застроенной деревянными домами усадебного типа.

## История
Согласно письменным источникам известна с XIX века как селение в Тонежской волости Мозырского уезда Минской губернии. Во время Великой Отечественной войны оккупанты в январе 1943 года сожгли деревню и убили 1 жителя. Согласно переписи 1959 года в составе колхоза «Красный пограничник» (центр — Букча).

## Население

### Численность
- 2004 год — 14 хозяйств, 12 жителей.

### Динамика
- 1850 год — 72 жителя.
- 1897 год — 11 дворов (согласно переписи).
- 1908 год — 16 дворов, 108 жителей.
- 1925 год — 26 дворов.
- 1940 год — 30 дворов, 131 житель.
- 1959 год — 175 жителей (согласно переписи).
- 2004 год — 14 хозяйств, 12 жителей